# Dojč
Dojč (in ungherese Dócs) è un comune della Slovacchia facente parte del distretto di Senica, nella regione di Trnava.